# 張湛
張 湛（ちょう たん、生没年不詳）は、中国の前漢時代末期から後漢時代初期にかけての政治家。字は子孝。司隷扶風平陵県（現在の陝西省咸陽市秦都区）の人。

## 事跡
| 姓名           | 張湛                                                                                         |
| 時代           | 前漢時代 - 後漢時代                                                                          |
| 生没年         | 〔不詳〕                                                                                     |
| 字・別号       | 子孝（字）                                                                                   |
| 本貫・出身地等 | 司隷扶風平陵県                                                                               |
| 職官           | 左馮翊〔後漢〕→光禄勲〔後漢〕 →光禄大夫兼太子太傅〔後漢〕 →太中大夫〔後漢〕→代大司徒〔後漢〕 |
| 爵位・号等     | -                                                                                            |
| 陣営・所属等   | 成帝→哀帝→平帝→孺子嬰→王莽→光武帝                                                            |
| 家族・一族     | 〔不詳〕                                                                                     |

矜厳にして礼節に優れ、挙動は規則正しく、家中に在っても佇まいは整っており、妻子に対しては厳格な君主のようであった。郷里の親しい人に会っても、言動は審らかで、厳粛な顔つきであった。このため、三輔の人からは、手本（「儀表」）とされた。あるとき、張湛の所作は偽りであると言う人がいたが、張湛はこれを聞くと、「たしかに私は偽りを行っている。しかし、他の者は悪さを為すために偽りをなすのに、私は善を為すために偽りをなしている。それだけのことではないかね」と笑って答えた。
成帝・哀帝の代に、二千石の官僚となった。新の王莽のときには、太守や都尉を歴任した。
光武帝（劉秀）が即位すると、左馮翊に任命された。郡において儀式作法（「典礼」）を整備し、教育の規則（「條教」）を設け、政治による教化（「政化」）を大いに広めた。建武5年（29年）、光禄勲に任命され、光武帝が朝廷で、だらけた顔を見せたときには、張湛はそれを指弾した。張湛はいつも白馬に乗っていたため、光武帝は張湛に会うたびに「白馬先生（「白馬生」）が、また諌めにやってきたか」と言った。
建武7年（31年）、病により辞職を求め、光禄大夫に任命され、王丹の後任として太子太傅となった。建武17年（41年）、郭皇后（郭聖通）が廃されると、張湛は病により朝廷に現れなくなり、太中大夫に任命され、中東門の館（「候舎」）に滞在し、「中東門君」と呼ばれた。建武20年（44年）4月、大司徒戴渉が罪により獄死すると、光武帝は張湛に強いて代理を務めさせた。ところが、張湛は朝堂で失禁してしまい、もはや政務に関われないとして、自ら辞任を申し出、そのまま罷免された。その数年後に、張湛は死去した。

## 関連記事
- 新末後漢初